# Fußball-Oberliga 1983/84
Die Saison 1983/84 der Oberliga war die zehnte Saison der Oberliga als dritthöchste Spielklasse im Fußball in Deutschland nach der Einführung der zweigleisigen – später eingleisigen – 2. Fußball-Bundesliga zur Saison 1974/75.

## Oberligen
- Oberliga Baden-Württemberg 1983/84
- Bayernliga 1983/84
- Oberliga Berlin 1983/84
- Oberliga Hessen 1983/84
- Oberliga Nord 1983/84
- Oberliga Nordrhein 1983/84
- Oberliga Südwest 1983/84
- Oberliga Westfalen 1983/84

## Aufstieg zur 2. Bundesliga
In den zwei Aufstiegsrunden gelangen Blau-Weiß 90 Berlin und dem FC 08 Homburg jeweils als Gruppensieger sowie dem FC St. Pauli und dem VfR Bürstadt jeweils als Gruppenzweiter der Aufstieg in die 2. Bundesliga.